# La Goulette

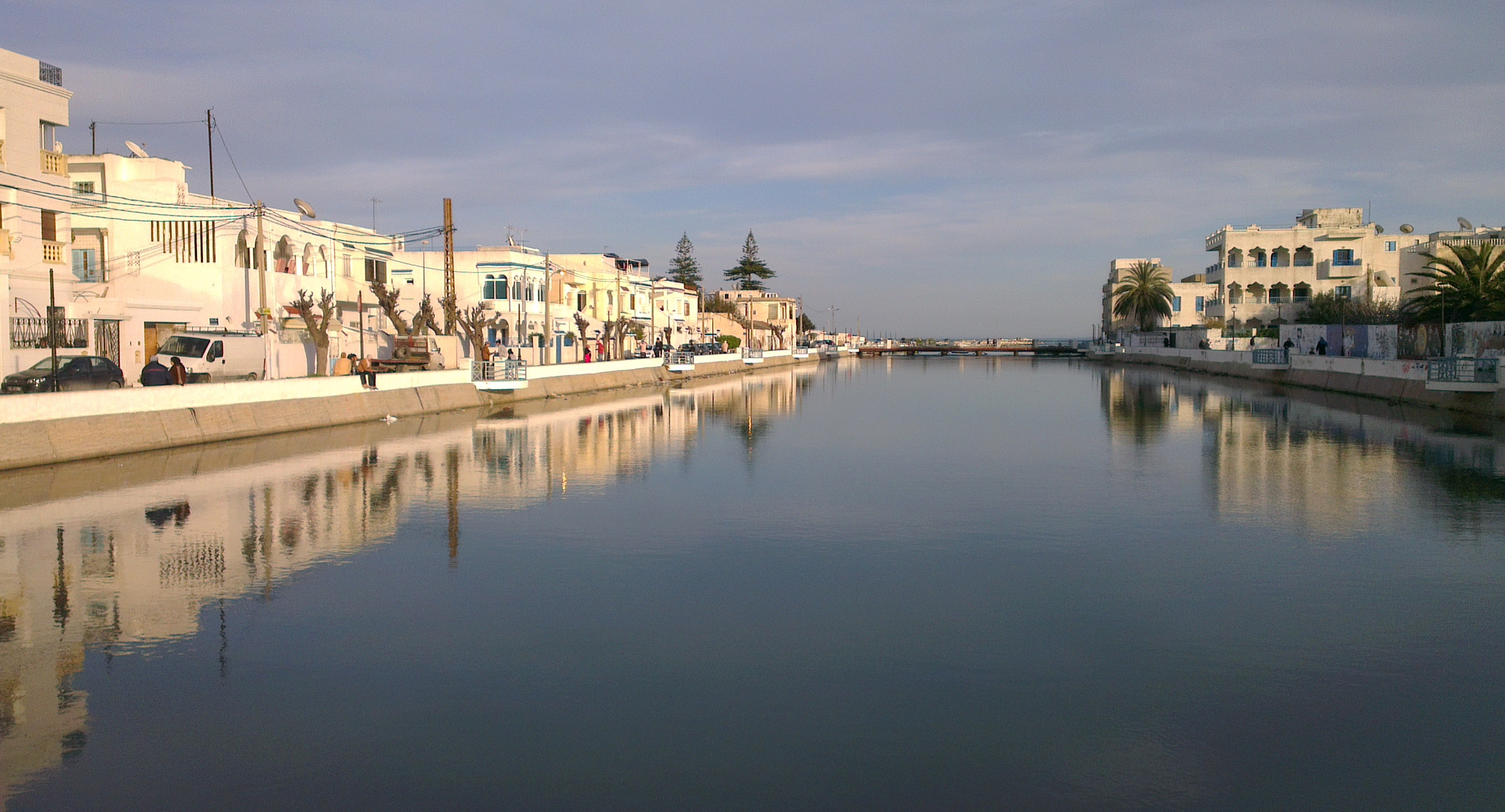
Verbindungskanal in La Goulette mit Blick auf den Golf von Tunis

La Goulette (französisch; italienisch La Goletta, arabisch حلق الوادي, DMG Ḥalq al-Wādī) ist eine Stadt in Tunesien, die einen Teil der Hafenanlagen von Tunis umfasst. La Goulette am Golf von Tunis ist 10 km von der Hauptstadt Tunis entfernt und mit ihr über einen Damm durch den See von Tunis verbunden. In der Stadt leben 45.711 Einwohner (Stand 2014).

## Geschichte
Die Festung des Ortes wurde 1535 nach der Eroberung von Tunis durch Karl V. erbaut, wurde jedoch zusammen mit der Stadt Tunis 1574 durch die Osmanen zurückerobert. Ende August 1857 ankerte ein Geschwader der französischen Flotte vor La Goulette als Teil einer militärischen Intervention in Folge der Batto-Sfez-Affäre um den gelynchten Juden Batto Sfez (auch: Braïtou Sfez). Die Stadt selbst wurde nach der Besetzung Tunesiens durch die Franzosen im Jahr 1881 gegründet. 1937 lief unter Protesten das Schulschiff Sara 1 der radikalzionistischen Betar im Hafen ein.

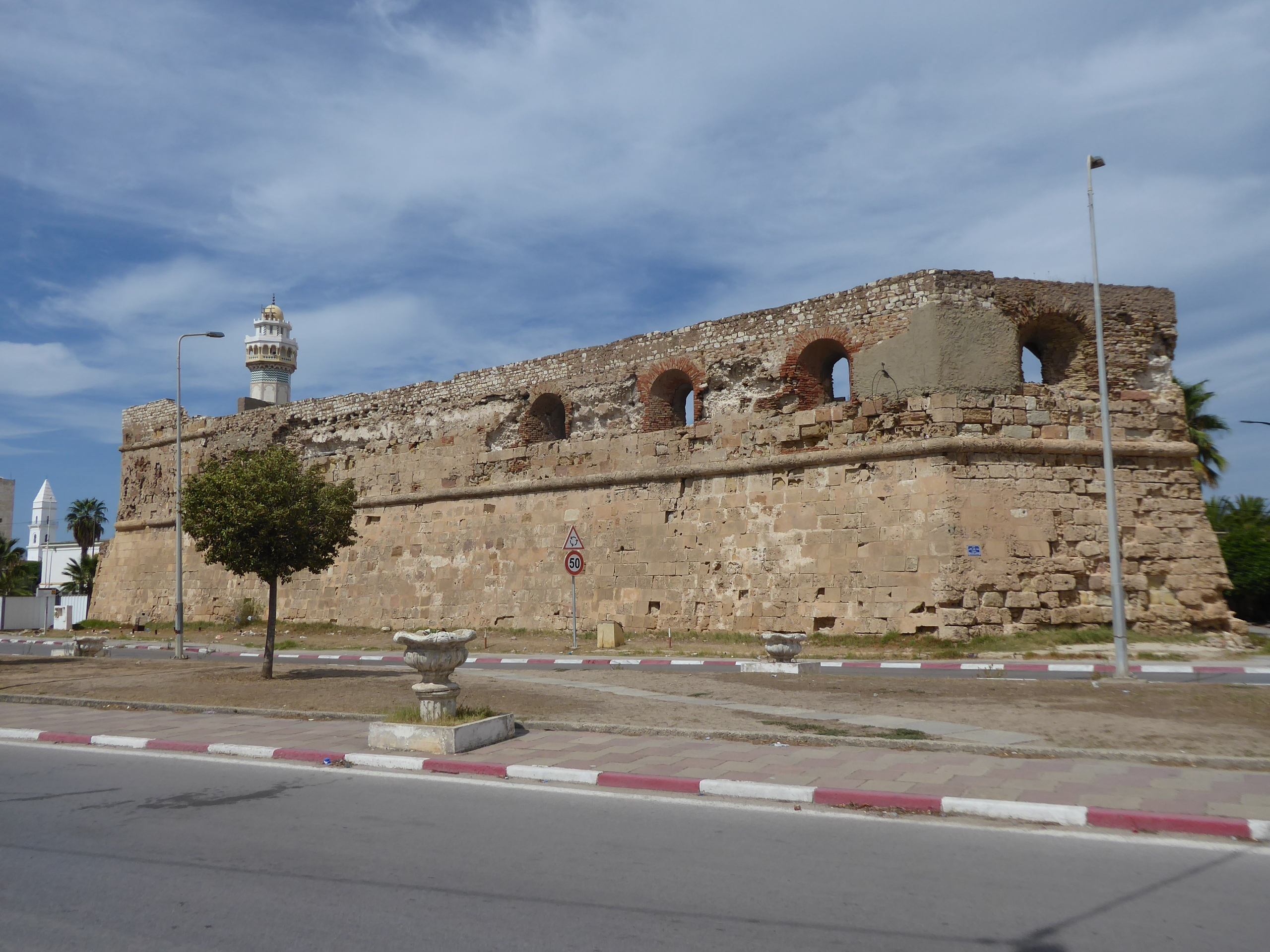
Fort Carraca

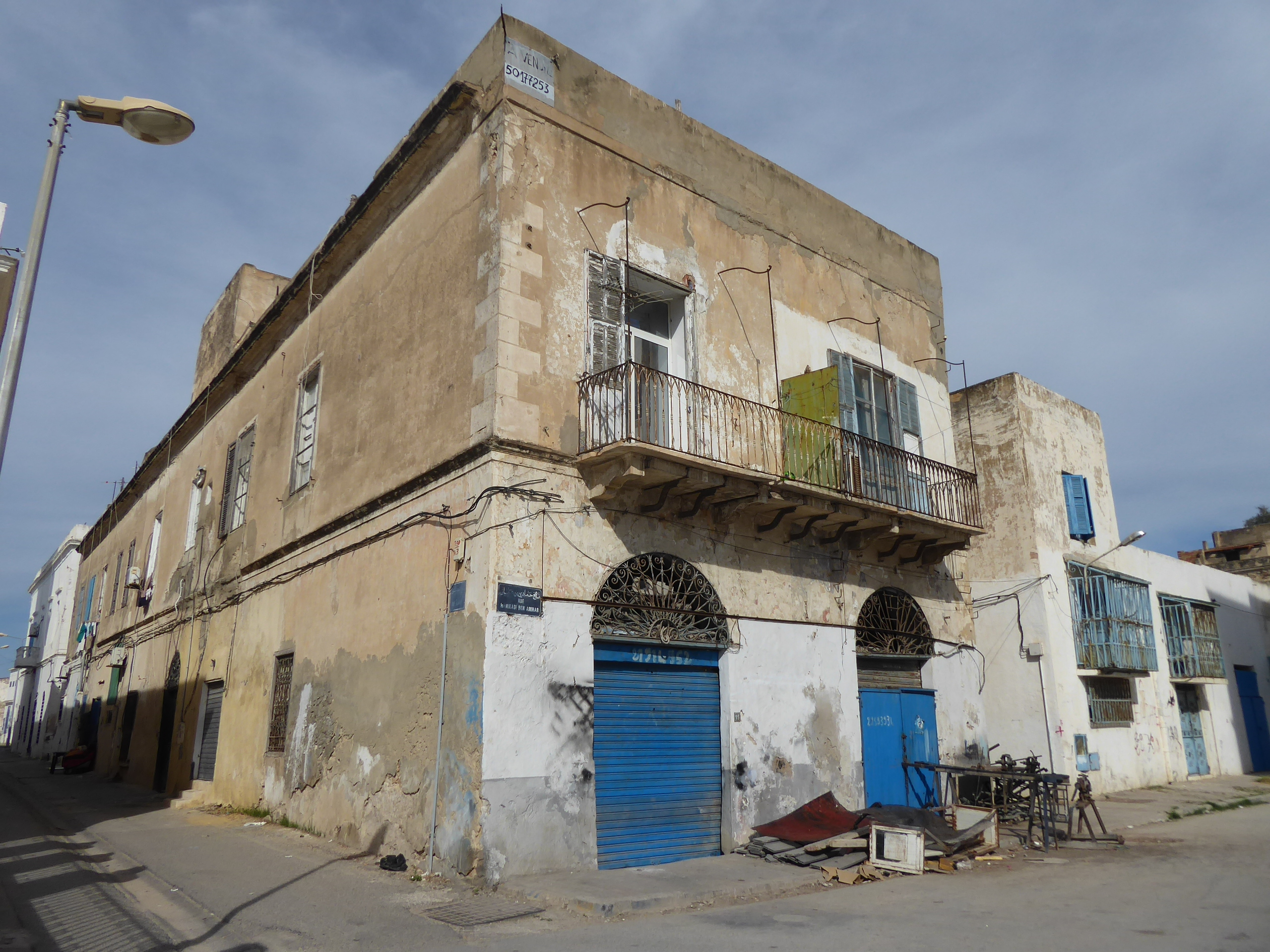
Häuser in der Altstadt

Bis zur Unabhängigkeit 1956 wohnten hier viele Europäer, vor allem Italiener, sowie Juden und Muslime. Diese Goulettois lebten eng beieinander. Die meist aus Sizilien und Kalabrien stammenden Italiener feierten jeden 15. August die Prozession der Madonna de Trapani, ausgehend von der Kirche Saint Augustin et Saint Fidèle des Erzbistums Tunis im damaligen „Klein-Sizilien“. Sie waren es auch, die den Dampfschiffen – Vaporini – den Namen gaben, die bis zur Fertigstellung des Damms die Überfahrt nach Tunis anboten. 
Die Muslime ließen es sich nicht nehmen, bei den Festen ihrer Nachbarn dabei zu sein und feierten ihrerseits die Kharja von Sidi Scherif. Auch Festtage zum jüdischen Chanukka gaben Anlass zu öffentlichen Feierlichkeiten. Auf dem Damm verkehrte ab Ende des 19. Jahrhunderts die Bahnlinie Tunis-Goulette-Marsa. An der Stelle namens Halk el-Oued wurde die Landzunge von La Goulette durch einen befahrbaren Verbindungskanal zum See von Tunis unterbrochen. 1923 und vor allem 1926 malte Albert Marquet die Bucht vor La Goulette, den See oder die Place Ahmed Bey, klagte aber auch über Schaben. Das Gemälde Sturm in La Goulette ist heute im Musée des Beaux-Arts de Bordeaux.
Mit dem Ausbau der Infrastruktur verlor La Goulette ab etwa 1985 seine Funktion als Güterhafen zugunsten des Hafens von Radès. Der Fährverkehr besteht jedoch weiter. Im Juni 1988 wurde unter Zine el-Abidine Ben Ali ein Reiterstandbild seines Vorgängers Habib Bourguiba aus Tunis nach La Goulette verlegt und nach dem Sturz von Ben Ali 2011 wieder an seinen vorherigen Standort an der Avenue Habib Bourguiba in Tunis zurückgebracht. Heute ist das Wohlstandsniveau von La Goulette geringer als das der benachbarten nördlichen Vororte von Tunis.
In der Tunesischen Revolution 2010/2012 wurde der Polizeiposten an der Avenue de Carthage 62 in La Goulette im Polizeistaat Tunesien am 14. Januar 2011 von der Menge gestürmt und Polizeieinrichtungen zertrümmert. Die Demonstranten nahmen die Polizeiprotokolle mit. Es handelte sich um das Gebäude, in dem einst der Maler Albert Marquet gewohnt hatte.

## Wirtschaft
- Handelshafen (vor allem Massengüterumschlag – Erze, Phosphate, Oliven)
- Großkraftwerk
- Industrieansiedlungen
- Fischerei
- Tagestourismus

In La Goulette befindet sich die Anlegestelle für die Autofähren nach Italien und Frankreich.

## Verkehr
- Fährverbindungen nach Europa (u. a. Genua, Marseille)
- Damm-Schnellstraße nach Tunis
- Busverbindungen
- Vorortbahn TGM nach Tunis und nach Carthage (Karthago), Sidi Bou Saïd und La Marsa

## Sehenswürdigkeiten
- Arsenaltor
- Carraca: spanisch-osmanisches Fort
- Ein minimal erhaltenes lateinisches Viertel mit der Bezeichnung „Klein-Sizilien“[6]
- Habib-Bourguiba-Denkmal
- Kirche Saint Augustin et Saint Fidèle von 1848–1872
- Der alte Fischereihafen mit Sandstrand

## Söhne und Töchter der Stadt
- Achille Zavatta (1915–1993), französischer Zirkus-Clown, Dresseur und Musiker sowie Zirkusgründer
- Mounir Kebaili (1924–1976), tunesischer Fußballspieler
- Gisèle Halimi (1927–2020), französische Rechtsanwältin, Feministin und Bürgerrechtsaktivistin
- Jean-Paul Fitoussi (1942–2022), französischer Ökonom